# Ludwig Glöckner
Ludwig Glöckner (* 7. Juni 1909; † 1997 in Berlin) war ein deutscher Orgelbauer in Berlin.

## Leben
Er wuchs als Sohn eines Tischlermeisters im Sudetenland auf. Von 1926 bis 1930 erlernte er den Orgelbau in der Firma Heinrich Schiffner Nachfolger. 1938 legte Ludwig Glöckner die Meisterprüfung ab und gründete danach eine Werkstatt in Kosten in der Tschechoslowakei. 1939 baute er eine zweimanualige Orgel in Reichenberg. 1945 war er als Intonateur bei Ladislav Hauser tätig.
Im Jahr 1947 gründete Ludwig Glöckner im Bezirk Friedrichshain des  Sowjetischen Sektors von Berlin eine Werkstatt. Er baute einige Orgeln, sein Haupttätigkeitsschwerpunkt waren aber Umbauten, Reparaturen und Reinigungen. 1977 gab er die Werkstatt an Axel Stüber weiter. Dieser baut seit etwa 1991 Drehorgeln.

## Werke (Auswahl)
Von Ludwig Glöckner sind 12 Orgelneubauten bekannt. Einige sind erhalten. Nicht mehr vorhandene Instrumente sind kursiv gesetzt. 

Orgelneubauten
| Jahr      | Ort                      | Gebäude                                          | Bild | Manuale | Register | Bemerkungen                                                                  |
| --------- | ------------------------ | ------------------------------------------------ | ---- | ------- | -------- | ---------------------------------------------------------------------------- |
| 1939      | Reichenberg              | Ursulinenkirche Herz Jesu                        |      | II/P    | 14       |                                                                              |
| nach 1947 | Berlin-Pankow            | Franziskanerkirche                               |      | I       | 5        |                                                                              |
| 1951      | Berlin-Lichterfelde      | Katholische St.-Annen-Kirche                     |      | II/P    | 12       | 2003 ersetzt                                                                 |
| 1955–1958 | Berlin-Friedrichshain    | St. Andreas-St. Markus-Gemeindesaal, Andreashaus |      | II/P    | 10       | 1958 Einweihung, erhalten                                                    |
| 1966      | Friedland, Mecklenburg   | St. Marien, Gemeindesaal                         |      | I       | 3        | 2003 nach Weitin umgesetzt, 2013 in das Mecklenburgische Orgelmuseum Malchow |
| 1968      | Eichhorst, Mecklenburg   | Evangelische Kirche                              |      | I/p     | 5        | erhalten                                                                     |
| 1970      | Raden, Mecklenburg       | Katholische Kirche St. Michael                   |      | I/P     | 5        | erhalten                                                                     |
| 1970      | Marlow, Mecklenburg      | Katholische Kirche                               |      | I       | 4        |                                                                              |
| 1973      | Berlin-Mitte             | Philippus-Apostel-Gemeindesaal, Charitestr. 2    |      | I/p     | 3        |                                                                              |
| 1974      | Lieske, Niederlausitz    | Evangelische Kirche                              |      | I       | 5        | erhalten                                                                     |
| 1974      | Stavenhagen, Mecklenburg | Katholische Kirche                               |      | I/p     | 3        | erhalten                                                                     |
| 1975      | Berlin-Prenzlauer Berg   | Neuapostolische Kirche                           |      |         |          |                                                                              |

Weitere Arbeiten
| Jahr      | Ort                      | Gebäude                            | Bild | Manuale | Register | Bemerkungen |
| --------- | ------------------------ | ---------------------------------- | ---- | ------- | -------- | --- |
| 1953      | Berlin-Prenzlauer Berg   | Elias-Kirche, heute MACHmit Museum |      | II/P    | 25       | Neuaufbau und Verkleinerung mit Umbau der Grüneberg-Orgel von 1910, seit etwa 1990 nicht mehr spielbar, 2012 Generalinstandsetzung durch Markus Voigt, im Kindermuseum |
| 1957      | Königs Wusterhausen      | Kreuzkirche                        |      |         |          | Umdisponierung (Umbau?) |
| 1959/1960 | Berlin-Prenzlauer Berg   | Gethsemanekirche                   |      |         |          | Umdisponierung |
| 1965      | Berlin                   | Golgathakirche                     |      |         |          | Umbau |
| 1965      | Berlin-Niederschönhausen | Friedenskirche                     |      |         |          | Umdisponierung |
| 1969      | Spremberg, Niederlausitz | Landkirche                         |      |         |          | Umdisponierung |
| 1969/1971 | Spremberg                | Kreuzkirche                        |      |         |          | Umdisponierung |